# Öskü
Öskü è un comune dell'Ungheria di 2.328 abitanti (dati 2001). È situato nella contea di Veszprém.